# Pieter Kaas
Pieter (Piet) Kaas (Amsterdam, 14 november 1915 – Den Haag, 8 juni 1996) was een Nederlandse kinderboekenschrijver, onderwijzer en malacoloog. Hij schreef in 1942 samen met A. N. Ch. Ten Broek het werk Nederlandse Zeemollusken. Dit boek is jarenlang het belangrijkste populair-wetenschappelijke boek over mariene schelpen in Nederland geweest.

## Biografie
Voor zijn huwelijk was Kaas verslaggever bij Voorwaarts van de Arbeiderspers te Rotterdam en radiojournalist. Op 16 juli 1941 huwde hij met de 25-jarige Marie (Miep, Moppie) Kuijpers (1915 - 2005) en op 23 maart 1951 werden ze allebei gedoopt (Vergadering van gelovigen) te Alphen aan den Rijn. Zij kregen geen eigen kinderen maar zorgden zeven jaar lang voor drie kinderen van een neef die in het buitenland verbleef. Daarna hebben zij nog voor verscheidene andere pleegkinderen gezorgd. De dertiger en veertiger jaren waren financieel een moeilijke tijd en om in zijn levensonderhoud te voorzien schreef Kaas, soms samen met zijn vrouw, kinderboeken. In totaal schreef hij meer dan 300 boeken, allemaal onder pseudoniem waarvoor hij ongeveer 40 namen gebruikte. Na deze periode werd hij leraar aan een middelbare school en begon hij een studie biologie aan de Universiteit van Utrecht.
Kaas was als jongen al geïnteresseerd in 'natuurlijke historie' en kwam vaak samen met zijn schoolvriend Bob ten Broek op het Scheveningse strand dat op nog geen 10 minuten lopen van zijn ouderlijk huis lag. Hij was al heel vroeg helemaal thuis in de Nederlandse molluskenfauna. De vriendschap met Ten Broek zou later uitmonden in het schrijven van de Nederlandse Zeemollusken. Kaas werd al één jaar na de oprichting in 1934 lid van de Nederlandse Malacologische Vereniging. Hij heeft in deze vereniging verschillende bestuursfuncties gehad. Daarnaast was hij in de dertiger jaren lid van het Mollusken Comité, een zelfstandig comité dat was ondergebracht bij het Zoölogisch Museum Amsterdam en dat zich bezighield met de inventarisatie van de Nederlandse mollusken.
In 1952 schreef hij voor de Strandwerkgroep van de N.J.N. en de K.N.N.V. een determineertabel voor de Nederlandse keverslakken, (polyplacophora). Sindsdien is hij zich op deze groep gaan toeleggen en werd hij uiteindelijk wereldwijd de leidende specialist. Samen met Richard Van Belle schreef hij de Catalogue of living Chitons wat het begin markeerde van een lange en vruchtbare samenwerking. Hun belangrijkste project is de in delen verschenen Monograph of living chitons waar zes delen (waarvan 1 postuum) van verschenen.
Na zijn pensionering werd hij in 1981 'Associate Scientific Researcher' bij het Rijksmuseum van Natuurlijke Historie in Leiden (nu: Naturalis) waar hij zich volledig toelegde op de studie van de Polyplacophora.
Hij heeft 44 wetenschappelijke publicaties over deze diergroep geschreven, voor een deel samen met anderen. Hij introduceerde 92 nieuwe soorten, 2 nieuwe variëteiten en 5 nieuwe genera. Hiervan werden er 44 met andere malacologen gepubliceerd, het grootste deel samen met Richard Van Belle.
Kaas overleed in 1996 te Den Haag (Leyenburg‑ziekenhuis) op 80‑jarige leeftijd en werd begraven te Rijswijk (Zuid-Holland) (Eikelenburg).

## Eponiemen
Enkele mollusken werden naar Kaas vernoemd:
- Callistochiton kaasi Leloup, 1981
- Ischnochiton kaasi Ferreira, 1987
- Notoplax kaasi Hong, Dell'Angelo & Van Belle, 1990
- Leptochiton kaasi Sirenko, 1990
- Connexochiton kaasi Saito, 1997
- Puposyrnola kaasi van Aartsen, E. Gittenberger & Goud, 1998